# Visiedo
Visiedo – gmina w Hiszpanii, w prowincji Teruel, w Aragonii, o powierzchni 55,53 km². W 2011 roku gmina liczyła 145 mieszkańców.